# Upper Guma
Upper Guma är en klan i Liberia.   Den ligger i regionen Lofa County, i den nordvästra delen av landet, 200 km norr om huvudstaden Monrovia.